# 陳鼎 (成化進士)
陳鼎（1436年—？），字孟安，山東兖州府曹州人，明朝政治人物。進士出身。

## 生平
山東鄉試第七名。成化二年（1466年）丙戌科會試第一百二十二名，殿試登進士第三甲第二百一十八名。

## 家族
曾祖陳英。祖父陳士祥。父亲陳敬。